# مارينا كاوانو
مارينا كاوانو (باليابانية: 河野マリナ؛ بالكانا: かわの マリナ) هي مغنية يابانية، ولدت في 21 مايو 1990 في كاسوغا في اليابان.

## وصلات خارجية
- الموقع الرسمي
- مارينا كاوانو على موقع ميوزك برينز (الإنجليزية)
- مارينا كاوانو على موقع ميوزك برينز (الإنجليزية)
- مارينا كاوانو على موقع ديسكوغز (الإنجليزية)